# Шимковцы (Тернопольская область)
Шимковцы (укр. Шимківці) — село в Збаражской городской общине Тернопольского района Тернопольской области Украины.
Код КОАТУУ — 6122489601. Население по переписи 2001 года составляло 776 человек .
До 2020 года входило в Збаражский район.

## Географическое положение
Село Шимковцы находится недалеко от истоков реки Гнезна Гнилая,
ниже по течению на расстоянии в 1 км расположено село Зарудечко.

## История
- 1463 год — дата основания.

## Объекты социальной сферы
- Школа I-II ст.
- Детский сад.
- Дом культуры.
- Фельдшерско-акушерский пункт.